# Съфолк (окръг, Масачузетс)
Вижте пояснителната страница за други значения на Съфолк.
Окръг Съфолк  (на английски: Suffolk County) е окръг в щата Масачузетс, Съединени американски щати. Площта му е 311 km², а населението – 784 230 души (2016). Административен център е град Бостън.